# American gentry
La American gentry o gentry americana (tradotta spesso erroneamente col termine generico di "aristocrazia americana") si intendono i membri della classe alta americana, in particolare nei primi insediamenti degli Stati Uniti.

## Le caratteristiche dellagentryamericana

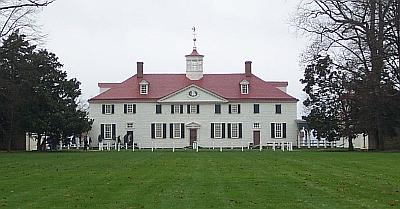
Mount Vernon, in Virginia, fu la piantagione di George Washington, esponente della american gentry.

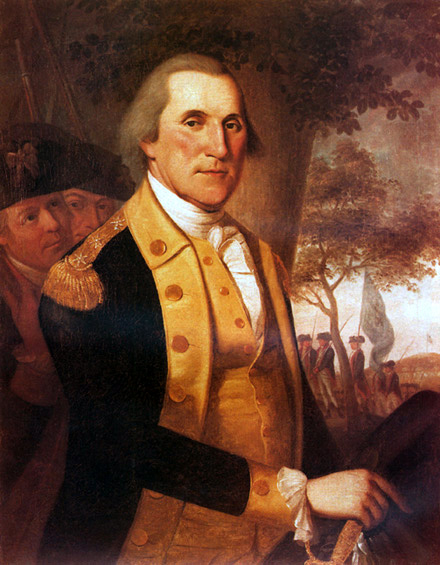
George Washington

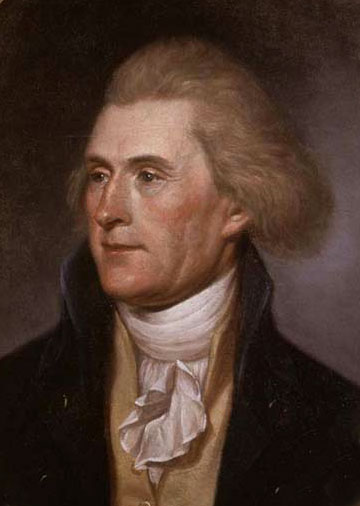
Thomas Jefferson

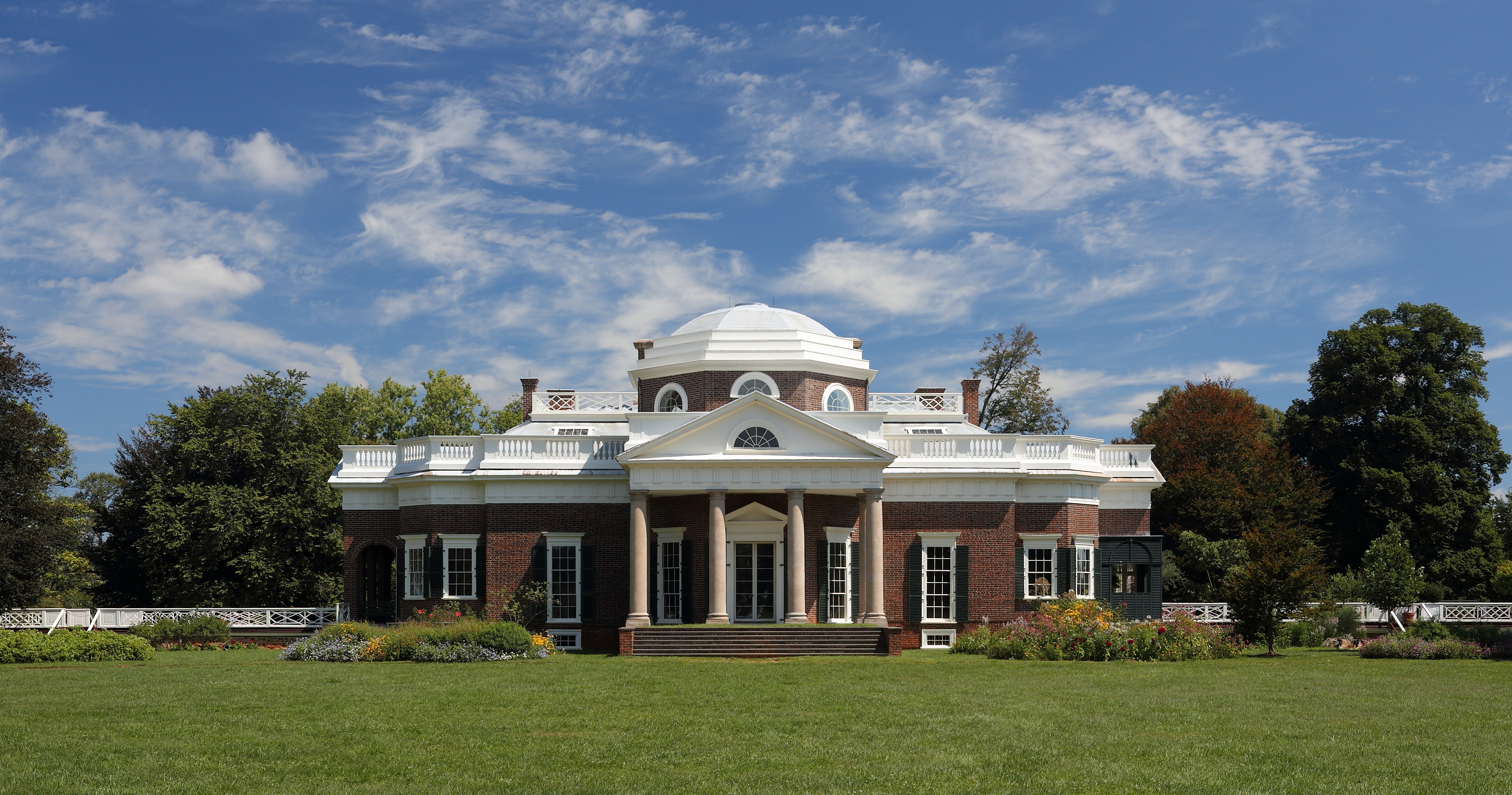
Monticello, in Virginia, fu la residenza di Thomas Jefferson.

L'uso americano del termine gentry seguiva l'esempio del corrispondente inglese prima dell'indipendenza degli Stati Uniti, ovvero la definizione di una classe sociale elevata, essenzialmente legata al possesso della terra e quindi più ravvicinabile alla nobiltà di campagna, dal momento che nelle colonie non era sviluppata una nobiltà cittadina come la si poteva intendere nell'Europa dell'epoca. Soprattutto il meridione degli Stati Uniti accoglieva molte piantagioni il che era un chiaro sintomo della presenza della gentry, in particolare in Virginia, nel Maryland e nel Le Caroline.
Le famiglie della Virginia (vedi prime famiglie della Virginia) che formavano la classe della gentry locale, come ad esempio gli antenati del generale Robert E. Lee, erano stati tra i fondatori dei primi insediamenti europei in Virginia. La famiglia Lee di Stratford Hall era considerata tra le più antiche della Virginia, giunta dall'Inghilterra all'inizio del Seicento con lo sbarco di Richard Lee I "l'immigrato" (1618-1664), dall'originaria contea dello Shropshire. La madre del generale Lee crebbe a Shirley Plantation, una delle case più eleganti della Virginia. Un suo trisavolo, Robert "King" Carter di Corotoman, era l'uomo più ricco delle Tredici Colonie alla sua morte nel 1732.
Thomas Jefferson, patrono dell'agrarismo americano, scrisse nelle sue Note sulla Virginia (1785), "Quanti lavorano la terra sono persone scelte da Dio, perché se Lui li ha prescelti, i loro petti sono Suoi particolari depositi di sostanziali e genuine virtù." Jefferson, che aveva trascorso gran parte della sua giovinezza alla Tuckahoe Plantation, era pronipote di William Randolph, un colono e proprietario terriero giunto in Virginia dall'Inghilterra a metà Seicento e che aveva avuto un ruolo importante nella storia e nel governo della colonia inglese della Virginia.
George Washington, il primo presidente degli Stati Uniti, fu l'uomo maggiormente provvisto di ricchezza personale ad essere eletto alla carica di presidente sino all'elezione nel 2016 di Donald Trump. Washington era un planter interessato alle innovazioni agricole e si dedicò, parallelamente alla sua carriera militare prima e politica poi, alla gestione della sua piantagione a Mount Vernon. Washington visse del resto secondo i canoni dello stile di vita della classe alta americana dell'epoca, dedicandosi alla caccia alla volpe, importando beni di lusso dall'Inghilterra ed esportando tabacco.
Ad ogni modo le finanze della gentry americana, così legata al commercio ed ai prodotti della terra, apparivano pesantemente instabili. Thomas Jefferson si trovava profondamente indebitato quando morì ed i suoi eredi vennero costretti a vendere la piantagione di Monticello per coprire i debiti. Nel 1809, Henry Lee III andò in bancarotta e per un anno venne costretto alla prigione dei debitori a Montross, in Virginia; suo figlio, Robert E. Lee aveva due anni all'epoca. William Byrd III, proprietario della Westover Plantation, si suicidò per i suoi debiti nel 1777.
Wood notava: "alcuni membri della gentry americana vivevano come l'aristocrazia terriera inglese faceva alla medesima epoca." Alcuni proprietari terrieri, specialmente nelle aree olandesi di New York, lasciavano la gestione delle loro terre a dei sovrintendente, dei contadini di fiducia delle loro terre.
Per quanto simile come concetto, non sempre i membri della gentry erano anche dei planters (sebbene tale pratica fosse diffusa), ovvero non tutti erano dediti necessariamente al possesso di vaste piantagioni come loro fonte di ricchezza; molti derivavano le loro sostanze dal commercio oppure dalla politica.

## Le prime famiglie della Virginia e del Maryland

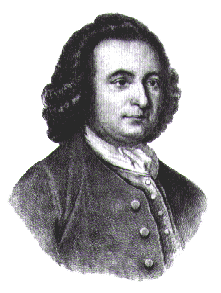
George Mason IV

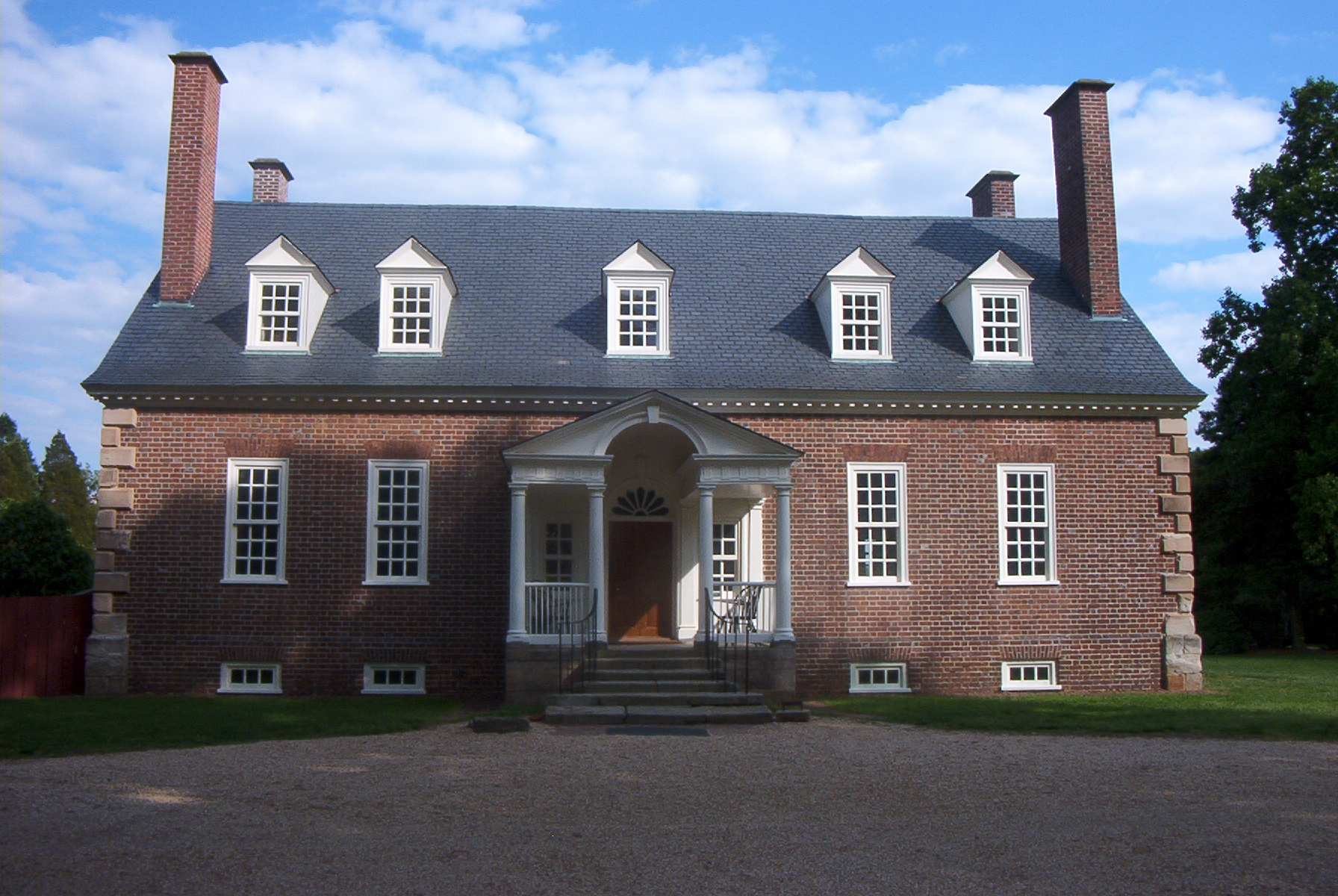
Gunston Hall fu la casa di uno dei padri fondatori degli Stati Uniti, George Mason IV.

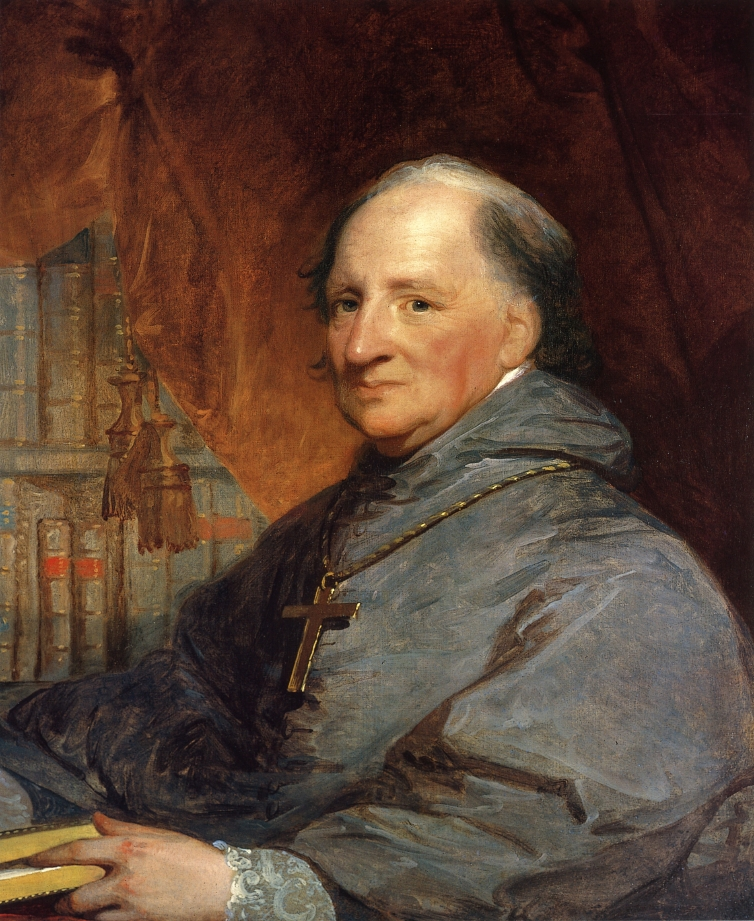
Il vescovo John Carroll

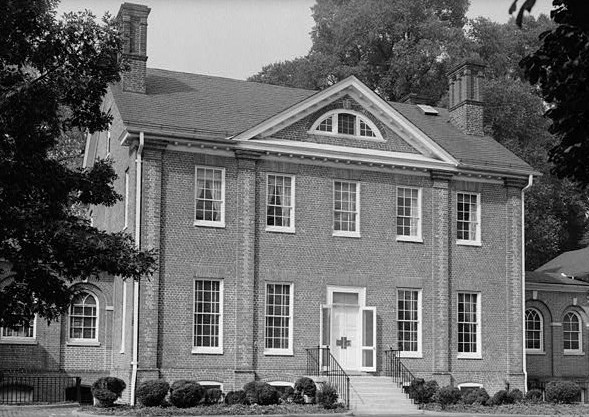
Mount Clare, una delle residenze della famiglia Carroll

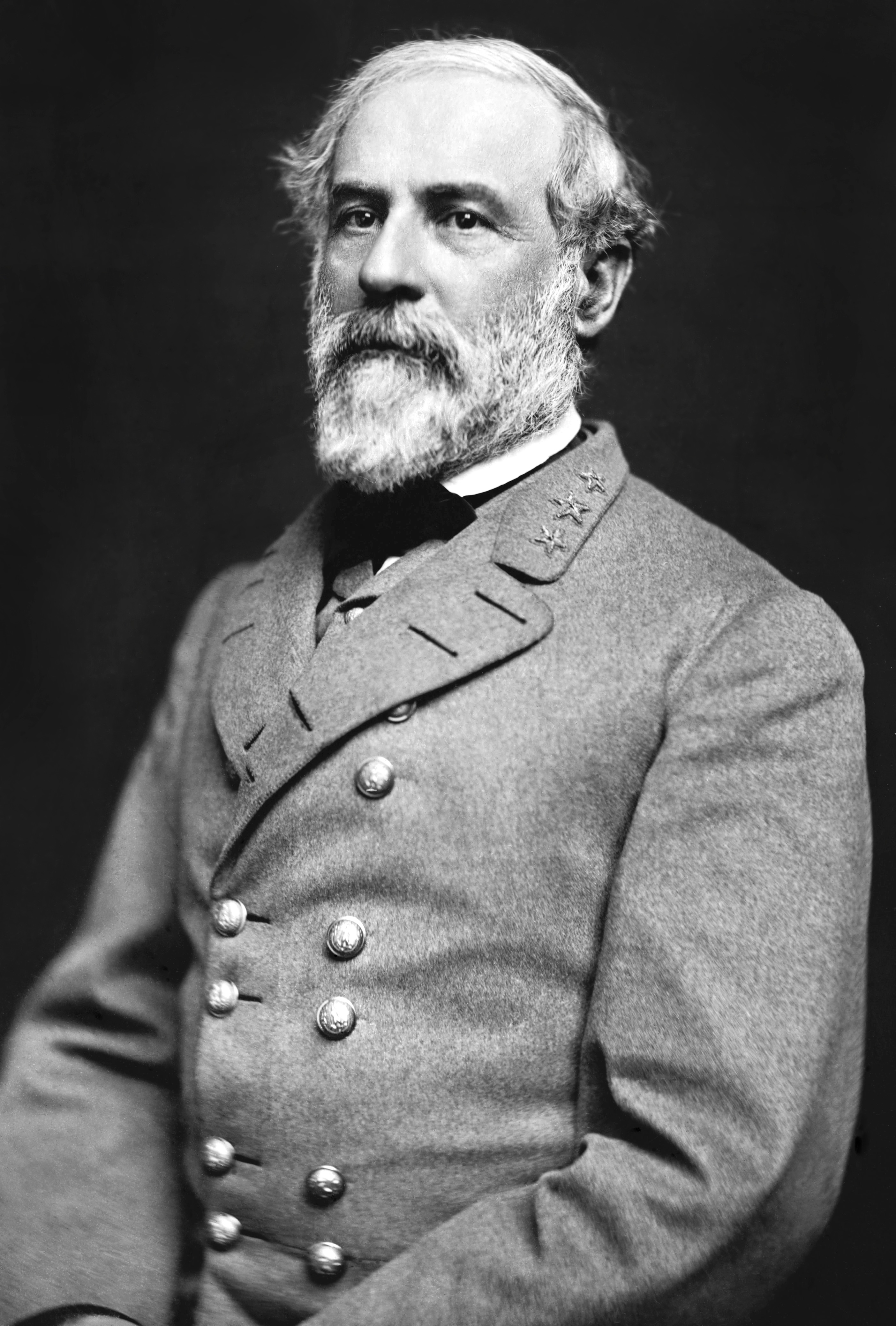
Il generale Robert E. Lee

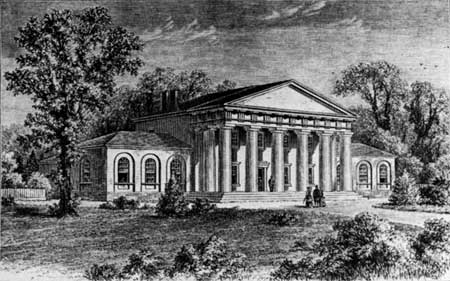
La casa del generale Robert E. Lee ad Arlington

Le prime famiglie della Virginia si originarono dai primi coloni provenuti dall'Inghilterra che si insediarono a Jamestown e lungo il James River ed altre acque navigabili della Colonia della Virginia nel corso del XVII secolo. Dal momento che questi avevano la tendenza ad imparentarsi tra loro per generazioni, furono sempre i medesimi cognomi a comparire nella storia locale della colonia.
Molti dei primi coloni erano migrati in Virginia durante la guerra civile inglese o nel periodo dell'Interregno (1642-1660). I realisti lasciarono l'Inghilterra in massa dopo la presa di potere di Oliver Cromwell e del suo parlamento. In Virginia la maggior parte delle famiglie riconobbe in Carlo II il legittimo erede dopo la decapitazione di Carlo I d'Inghilterra nel 1649, e Carlo II del resto aveva definito la Virginia il suo "Old Dominion", soprannome con cui è nota anche oggi. Molti dei cavaliers che avevano servito Carlo I del resto si portarono in Virginia per sfuggire alle persecuzioni in madrepatria e lo stato divenne noto anche come "Cavalier Country". Molti di loro vennero poi ricompensati da Carlo II con titoli e terre in Inghilterra, ma preferirono rimanere in Virginia dove ormai si erano insediati comodamente e dove in molti casi avevano fatto fortuna.
Molti di coloro che si insediarono in Virginia erano figli secondogeniti dei loro padri, dal momento che il regime di primogenitura favoriva appunto i primi figli nati che ereditavano titoli e terre in Inghilterra. La nuova aristocrazia che trasmigrò quindi in Virginia era composta da ultrogeniti che si basarono, come i loro antenati in patria, sul possesso della terra prima e poi sul commercio di beni coltivati.
Molte famiglie della Virginia si dichiaravano discendenti da famiglia comitali o baronali inglesi, come i Lee, anche se molte altre, pur non vantando legami importanti con la società inglese, divennero sufficientemente ricche da poter essere considerate come una nuova classe sociale aristocratica, oppure vi entrarono per matrimoni importanti. Alcune famiglie come i Gilliams giunsero in Virginia nel XVII secolo come servitori di altre famiglie aristocratiche. Dal XVIII secolo, grazie al proprio duro lavoro e a matrimoni adeguati, riuscirono ad elevarsi al rango di gentry acquistando diverse piantagioni tra cui quella di Weston Manor. Famiglie come i Mathews di ascendenza scoto-irlandese, formarono delle autentiche dinastie politiche ed in virtù di questo vennero incluse nella gentry americana. Altre grandi famiglie vennero decimate non solo dalla guerra civile inglese, ma anche dall'enorme potere dei mercanti di Londra con cui avevano contratto debiti tali da dover cercare rifugio presso altri mercati.
Le famiglie coloniali del Maryland furono la gentry del Maryland anche se molti di loro avevano interessi coloniali anche in Virginia e nelle colonie della baia di Chesapeake. Molti dei primi coloni dell'area provenivano dalle Midlands Occidentali in Inghilterra, ma erano composte anche da immigrati provenienti da altri paesi europei come la Francia, l'Irlanda, il Galles, la Scozia e la Svezia.
La famiglia Carroll, ad esempio, che fece fortuna con la carriera politica nel Maryland, aveva antichissime origini irlandesi, nel regno di Éile, comunemente anglicizzato in Ely, ed era un ramo della famiglia O'Carroll che lo aveva regnato nel medioevo. La famiglia Mason della Virginia discendeva dal progenitore della famiglia, George Mason I, un Cavalier membro del parlamento inglese e nato nel Worcestershire, Inghilterra. La famiglia Riggin del Maryland che aveva dei possedimenti anche in Virginia, era di ascendenza irlandese nell'antico regno di Meath. Il cognome del resto è una anglicizzazione del gaelico Ó Riagáin. Gli Ó Riagáins erano membri di una delle Quattro tribù diTara, un'alleanza di potenti clan irlandesi. Le Quattro tribù furono tra i principali difensori dell'Irlanda dalle invasioni dei Vichinghi tra VIII e IX secolo. Gli Ó Riagáins erano a capo del Hy-Riagain, che è oggi la baronia di Tinnehinch nella Queen's County.
Carlo I d'Inghilterra garantì alla provincia lo status di contea palatina sotto Cecilius Calvert, II barone Baltimore. Per questo motivo la gentry del Maryland si incentrò maggiormente sul possesso di residenze come in Inghilterra, sul tema del "signore del maniero".